# 布贡
布贡（法語：Bougon，法語發音：[buɡɔ̃]）是法国德塞夫勒省的一个市镇，属于尼奥尔区。

## 地理
布贡（46°21'52"N, 0°3'34"W）面积11.7 平方千米，位于法国新阿基坦大区德塞夫勒省，该省份为法国西部内陆省份，北起曼恩-卢瓦尔省，西接旺代省，南至夏朗德省和滨海夏朗德省，东临维埃纳省。
与布贡接壤的市镇（或旧市镇、城区）包括：阿翁、拉莫特圣埃赖、庞普鲁、萨勒。

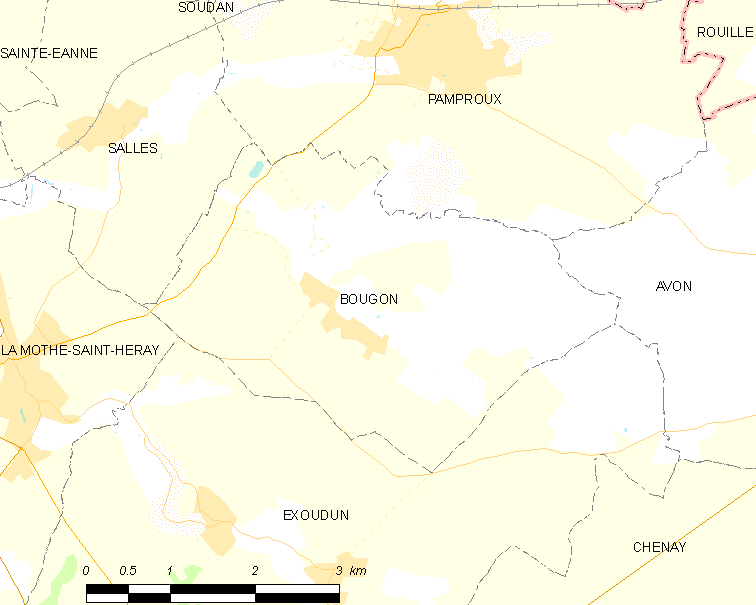
布贡的OSM定位图

布贡的时区为UTC+01:00、UTC+02:00（夏令时）。

## 行政
布贡的邮政编码为79800，INSEE市镇编码为79042。

## 政治
布贡所属的省级选区为贝勒河畔塞勒县。

## 人口

1962-2008年间布贡人口变化图示

布贡于2022年1月1日时的人口数量为170人。